# دنیس استارچنکو
دنیس استارچنکو (اوکراینی: Денис Володимирович Старченко؛ زادهٔ ۱۸ ژوئیهٔ ۱۹۹۴) بازیکن فوتبال اهل اوکراین است.